# Code Lyoko: Quest for Infinity
Code Lyoko: Quest for Infinity (tạm dịch sang tiếng Việt là Mật mã Lyoko: Sự tìm kiếm vô tận, tên tiếng Pháp là Code Lyoko: Plongez vers l'infini) là một trò chơi điện tử dành cho hệ máy Wii vào năm 2007 dựa trên bộ phim hoạt hình của Pháp Code Lyoko. Phiên bản dành cho hệ máy PlayStation 2 và PlayStation Portable cũng đã được phát hành vào ngày 21 tháng 7 năm 2008.

## Cốt truyện
Trò chơi được bắt đầu với việc Jeremy tái tạo thành công Lyoko, đồng thời cũng tạo ra con tàu Skidbladnir - con tàu ngầm đưa các chiến binh Lyoko đi vào đại dương số.
Có 4 Replika (bản sao) là Băng (Ice), Núi (Mountain), Rừng (Forest), Sa mạc (Desert) và một Replika khác không giống bất kỳ lãnh thổ nào của Lyoko: Núi lửa (Volcano), là một khu vực quan trọng.
Nhiệm vụ chính của nhóm là giải cứu William và đi đến các Replika bằng tàu Skidbladnir, tìm ra các siêu máy tính mà XANA đang trú ngụ để phá hủy.
Sau này, Franz Hopper đã cung cấp các dữ liệu để xác định vị trí của William, và vị trí của William được xác định trên Volcano Replika. Các chiến binh Lyoko được dịch chuyển tới siêu máy tính - tạo ra Vocano Replika và chạy một chương trình hỗ trợ cho việc hiện thực hóa William, và đồng thời cũng tiêu diệt XANA.

## Mã Chimera
Mã Chimera (Code Chimera) - được Jeremy tạo ra tương tự như mã Lyoko (Code Lyoko). Mã này được dùng để nhập vào các tháp chính (main tower) ở các Replika để phá hủy nó. Nhưng các chiến binh đã nhận ra rằng việc phá hủy các Replika này không làm giảm sức mạnh của XANA (do XANA vẫn đang bên trong chiếc siêu máy tính tạo ra Replika vừa bị phá hủy) nên nhóm đã quyết định đổi chiến thuật, dịch chuyển lên trái đất, tìm các siêu máy tính và tiêu diệt.

## Volcano Replika - Một khu vực đặc biệt
Như tên gọi của nó, đây là một khu vực toàn núi lửa.
Khu vực này rất đặc biệt, nó có một tường lửa rất mạnh để chống lại sự xâm phạm của các chiến binh. Tàu Skidbladnir đã bị mất điều khiển và đã bị gặp nạn trong lần đầu tới đây.
Mỗi lần các Replika bị phá hủy bằng mã Chimera, thì chiếc siêu máy tính tạo ra nó sẽ chuyển năng lượng đến Volcano Replika, đó là lý do sau khi họ thoát ra khỏi Replika vừa bị phá hủy, họ thấy một vệt sáng di chuyển với vận tốc rất nhanh để đưa năng lượng đến Volcano Replika mà sau này họ mới biết. Do vậy, những quái vật trên Volcano Replika rất mạnh. Hơn nữa, theo Jeremy, năng lượng được giải phóng sau khi một Replika bị phá hủy có thể phá hủy con tàu Skidbladnir.
Trên khu vực này, nhóm tìm thấy rất nhiều tháp trên một miệng núi lửa (Crater filled with towers) làm cho họ không khỏi bị bất ngờ. Aelita nói rằng Franz Hopper đã từng nói với mình đây là XANA's Core (tạm dịch là: Lõi của XANA), có thể Franz Hopper đang ở đó và rất có thể cũng là nơi ẩn náu của William.